# Wladimir Isaakowitsch Lanzberg
Vladimir Isaakowitsch Lantsberg (russisch Владимир Исаакович Ланцберг; * 22. Juni 1948 in Saratow; † 29. September 2005 in Nürnberg, Deutschland) war ein russischer Liedermacher und Poet.
Nach Abschluss der polytechnischen Hochschule der Stadt Saratow im Jahre 1971 hat er als Ingenieur in einem Konstruktionsbüro gearbeitet. Im Jahre 1979 zog er nach Tuapse um, später in die Siedlung Tjumenski. Später wohnte er in Moskau, die letzten Jahre seines Lebens verbrachte Lantsberg in Nürnberg.
Bereits als Kind hat Lantsberg mit dem Dichten angefangen, die ersten Lieder entstanden im Grundschulalter. Neben seiner Arbeit als Dichter und Liedermacher muss man sein Engagement im Rahmen vom 2. Kanal, einem unabhängigen Festival der Liedermacher in Russland, erwähnen.